# Walter Leiser
Walter Leiser est un rameur suisse né le 4 mai 1931 et mort le 9 décembre 2023.

## Biographie
Walter Leiser dispute l'épreuve de quatre barré aux côtés de Karl Weidmann, Heinrich Scheller, Émile Ess et Rico Bianchi aux Jeux olympiques d'été de 1952 d'Helsinki et remporte la médaille d'argent.